# Ботево (Ямболская область)
Ботево (болг. Ботево) — село в Болгарии. Находится в Ямболской области, входит в общину Тунджа. Население составляет 926 человек.

## Политическая ситуация
В местном кметстве Ботево, в состав которого входит Ботево, должность кмета (старосты) исполняет Георги Иванов Танев (независимый) по результатам выборов.
Кмет (мэр) общины Тунджа — Георги Стоянов Георгиев (коалиция в составе 2 партий: Болгарская социалистическая партия (БСП) и Болгарская социал-демократия (БСД)) по результатам выборов.